# 关林
关林位于洛阳市南郊7公里，相传为埋葬漢末三国蜀汉名将关羽首级的地方，是中国和海内外三大关庙之一。但田福生考证认为关莊村关羽墓才是埋葬关羽头颅之处，关林是明万历年间建的祀祠场所。

## 结构

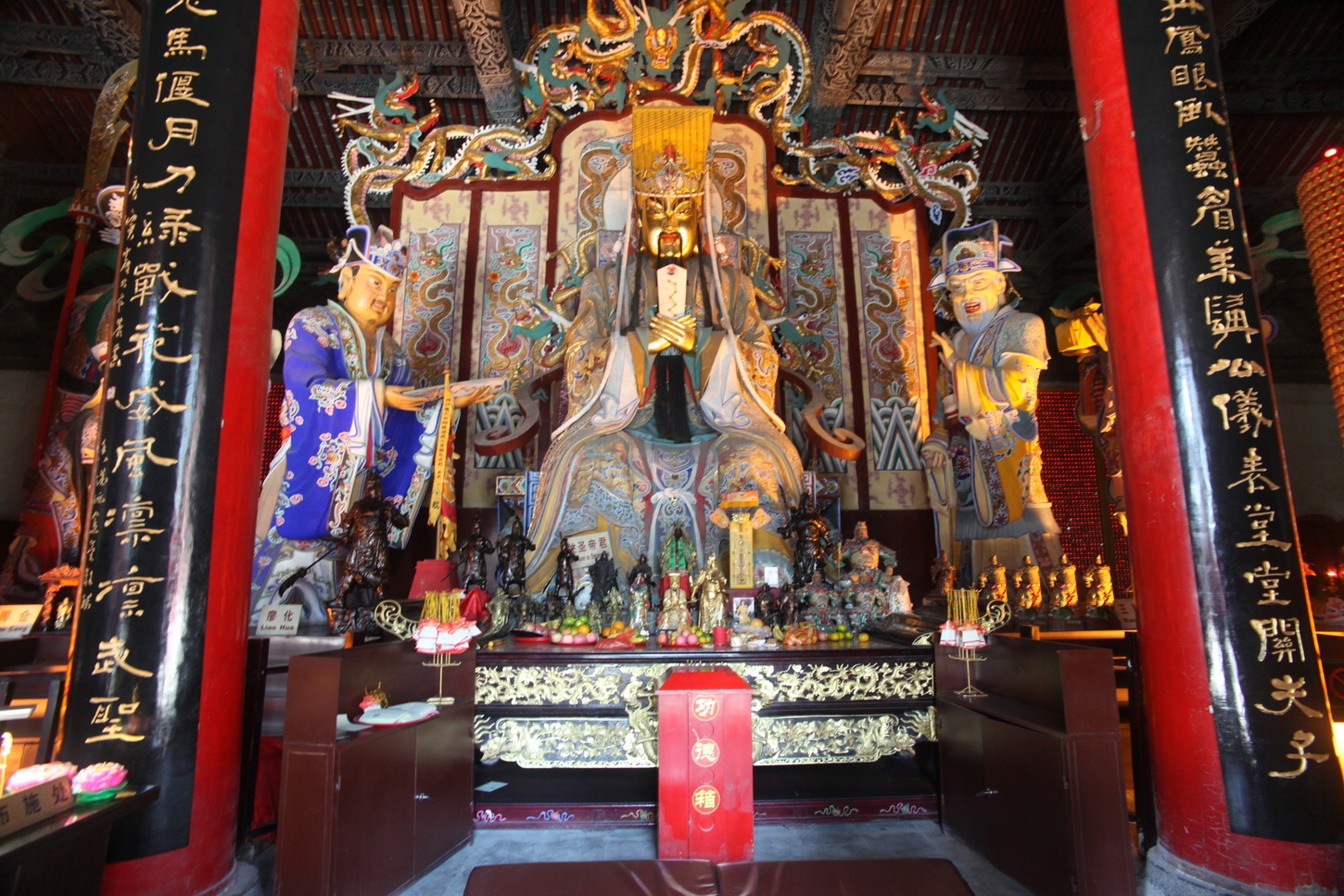
洛阳关林关羽像

关林占地百亩，殿宇廊庑150餘间（也称关林庙），古碑刻70餘方，石坊4座，大小狮子110多个，古柏800余株。建築宏伟，环境幽雅。

## 历史

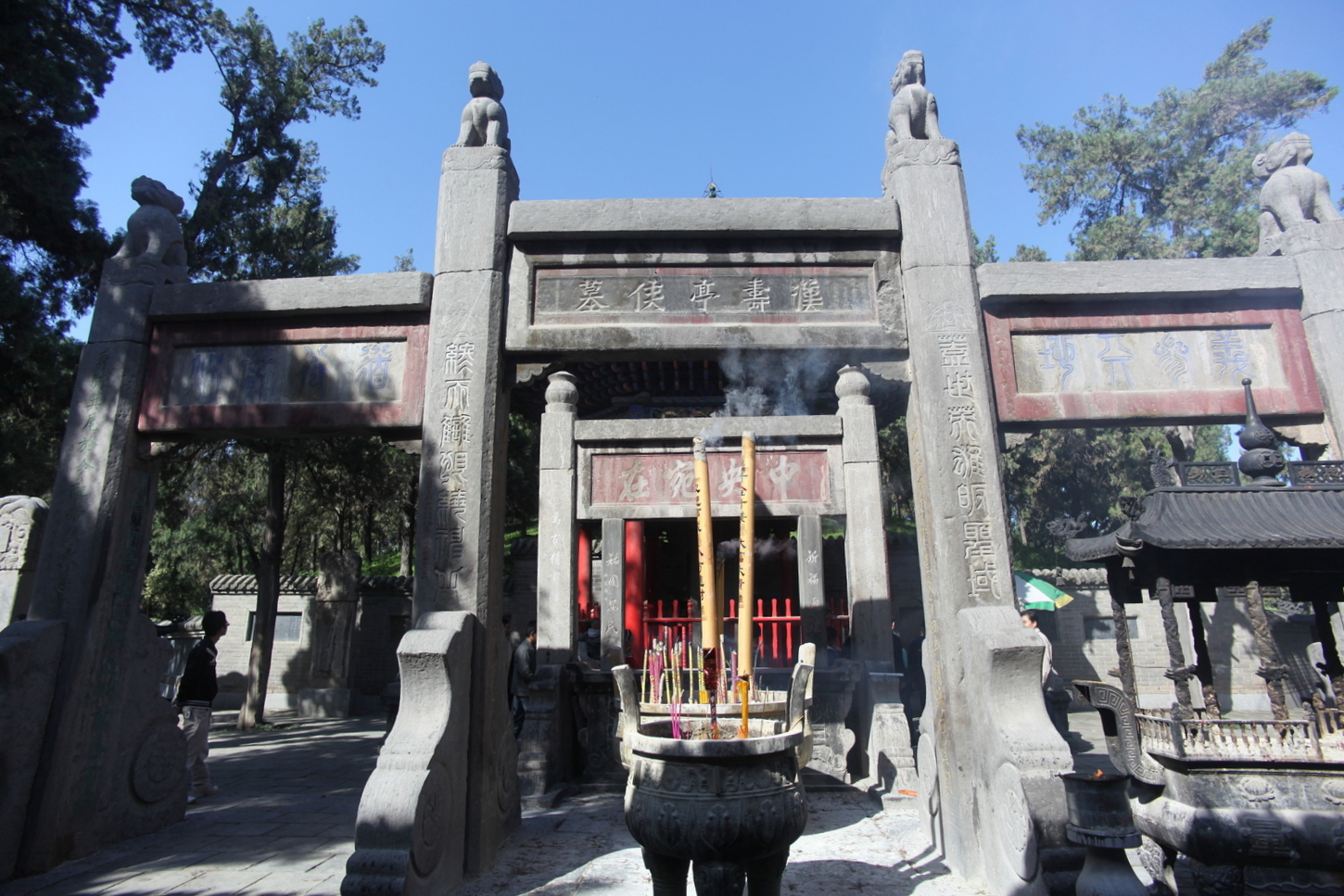
洛阳关林汉寿亭侯墓

关冢始于汉末，明万历年间始建关林。清朝康熙四年加封关公为“帝”后，关林大殿中以帝制塑造关羽的“金身帝王像”，文化大革命期间该塑像被毁，现存的塑像是1986年仿制的。
2006年被列入全国重点文物保护单位名单。
旧时关林地区有传统的庙会，现在每年会在此举办关林国际朝圣大典。